# Instituto Nacional de Estudos e Pesquisas Educacionais Anísio Teixeira

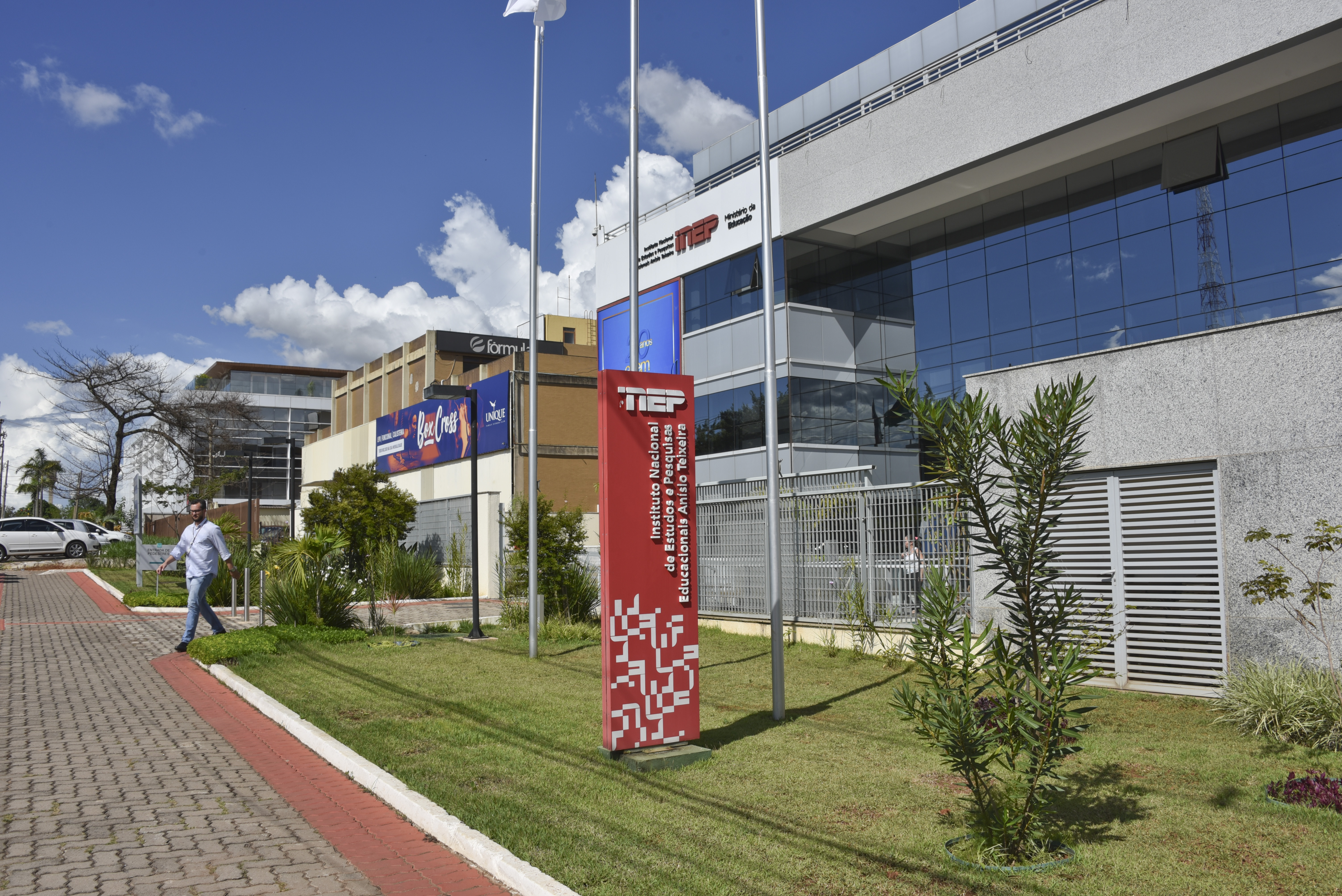
Fachada do prédio do INEP.

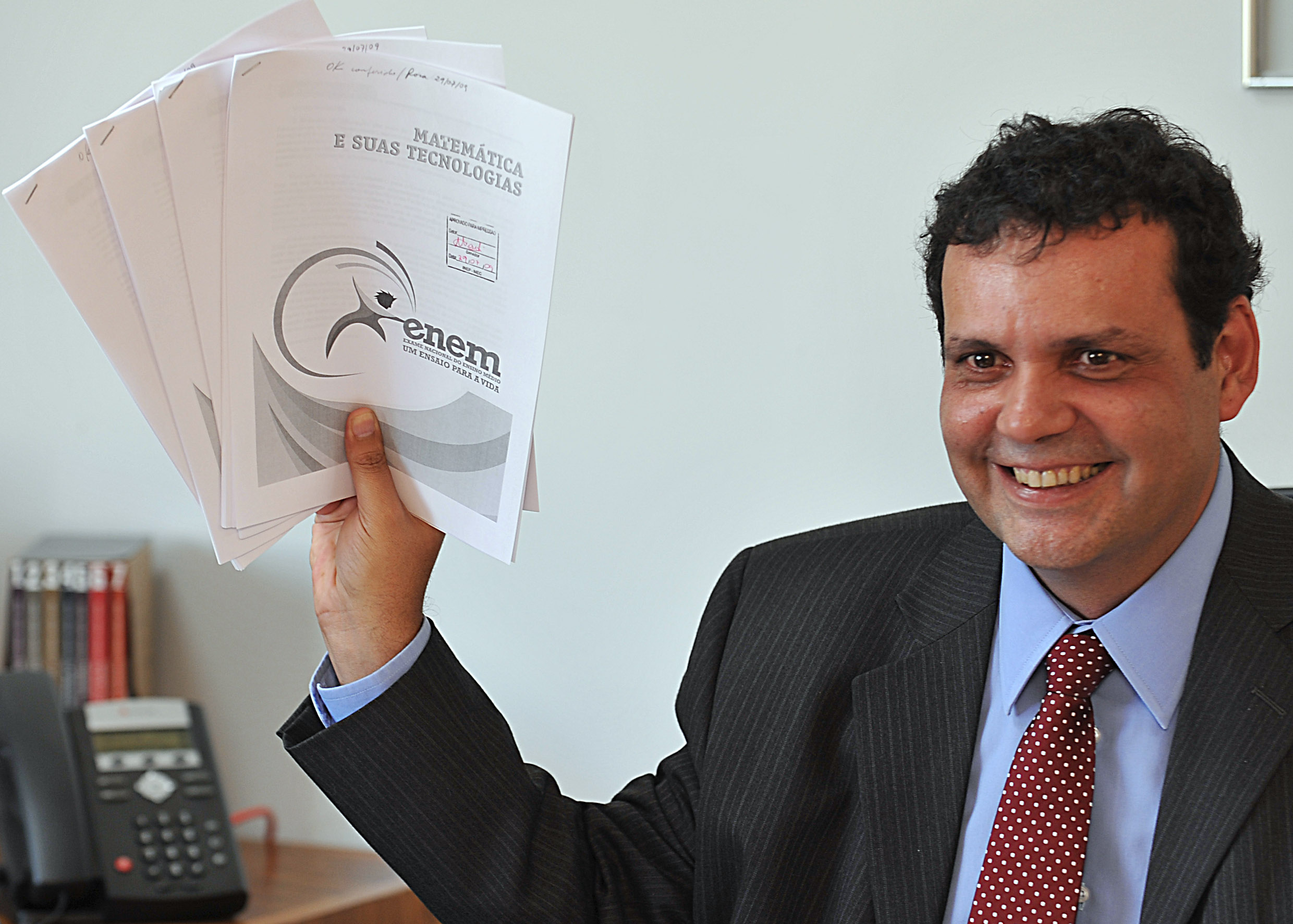
Em 29 de julho 2009, o então presidente do INEP, Reynaldo Fernandes, apresenta exemplos de questões do novo Exame Nacional do Ensino Médio (Enem). Foto:Valter Campanato/ABr.

O Instituto Nacional de Estudos e Pesquisas Educacionais Anísio Teixeira (INEP) é uma autarquia federal vinculada ao Ministério da Educação (MEC). Seu objetivo é promover estudos, pesquisas e avaliações periódicas sobre o sistema educacional brasileiro, com o objetivo de subsidiar a formulação e implementação de políticas públicas para a área educacional.
O INEP realiza levantamentos estatísticos e avaliações em todos os níveis e modalidades de ensino. Suas atividades mais conhecidas são:
- A realização do Exame Nacional do Ensino Médio (Enem);
- A realização do Exame Nacional de Desempenho de Estudantes (Enade);
- A organização das avaliações periódicas dos ensinos básico e superior brasileiro.

## Atividades na educação básica
- Provinha Brasil: criada em 2008, esta avaliação busca diagnosticar o nível de alfabetização para alunos do 2º ano do ensino fundamental das escolas públicas.
- Sistema Nacional de Avaliação da Educação Básica (Saeb): pesquisa por amostragem, do ensino fundamental e médio, realizada a cada dois anos. Possui dois componentes:
  - Avaliação Nacional do Rendimento Escolar (Anresc) (Prova Brasil):[1] avaliação para alunos de 5º e 9º ano do ensino fundamental em Língua Portuguesa e Matemática, aplicada a cada 2 anos desde 2005.
  - Avaliação Nacional da Educação Básica (Aneb): avalia alunos da 3ª série do Ensino Médio das redes pública e particular de ensino do país.
- Exame Nacional do Ensino Médio (ENEM): exame facultativo aos que já concluíram e aos concluintes do ensino médio, aplicado pela primeira vez em 1997.  É usado para avaliação da qualidade do ensino médio no país. Além disso é usado como exame de acesso ao ensino superior em universidades públicas brasileiras através do SiSU (Sistema de Seleção Unificada).
- Censo Escolar, realizado anualmente;

## Atividades na educação superior
- Sistema Nacional de Avaliação da Educação Superior (Sinaes): Criado pela Lei n° 10.861, de 14 de abril de 2004, o Sinaes é o novo instrumento de avaliação superior do MEC/Inep. Ele é formado por três componentes principais: a avaliação das instituições, dos cursos e do desempenho dos estudantes.
  - Avaliação Institucional: compreende a análise dos dados e informações prestados pelas Instituições de Ensino Superior (IES) num formulário eletrônico e a verificação, in loco, da realidade institucional, dos seus cursos de graduação e de pós-graduação (especialização), da pesquisa e da extensão.
  - Avaliação dos Cursos de Graduação: é um procedimento utilizado pelo MEC para o reconhecimento ou renovação de reconhecimento dos cursos de graduação representando uma medida necessária para a emissão de diplomas.
  - Censo da Educação Superior: coleta, anualmente, dados sobre o ensino superior no País, incluindo cursos de graduação, presenciais, tecnológicos e à distância.
  - Exame Nacional de Desempenho de Estudantes (Enade): prova escrita, aplicada anualmente, usada para avaliação dos cursos de ensino superior do país.
  - Microdados do Enade: Dados na menor unidade de agregação do exame Enade, disponibilizado anualmente, desde 2004, após a aplicação do exame.
  - Conceito Enade (CE): O Conceito Enade é um indicador de qualidade que avalia o desempenho dos estudantes a partir dos resultados obtidos no Enade.
  - Conceito por curso no Enade (CPC): O CPC é um indicador de qualidade que avalia os cursos superiores. Ele é calculado no ano seguinte ao da realização do Enade de cada área, com base na avaliação de desempenho de estudantes, corpo docente, infraestrutura, recursos didático-pedagógicos e demais insumos, conforme orientação técnica aprovada pela CONAES (MEC).
  - Índice Geral de Cursos (IGC): O IGC é calculado anualmente, considerando: I - a média dos últimos CPCs disponíveis dos cursos avaliados da instituição no ano do cálculo e nos dois anteriores, ponderada pelo número de matrículas em cada um dos cursos computados; II - a média dos conceitos de avaliação dos programas de pós-graduação stricto sensu atribuídos pela CAPES na última avaliação trienal disponível, convertida para escala compatível e ponderada pelo número de matrículas em cada um dos programas de pós-graduação correspondentes; III - a distribuição dos estudantes entre os diferentes níveis de ensino, graduação ou pós-graduação stricto sensu, excluindo as informações do item II para as instituições que não oferecerem pós-graduação stricto sensu.

## Exames sob responsabilidade do INEP
- Provinha Brasil
- Sistema Nacional de Avaliação da Educação Básica (Saeb): Prova Brasil e Avaliação Nacional da Educação Básica
- Exame Nacional do Ensino Médio (Enem)
- Exame Nacional para Certificação de Competências de Jovens e Adultos (Encceja): Exame supletivo de âmbito nacional.
- Programa Internacional de Avaliação de Alunos (Pisa)
- Exame Nacional de Desempenho de Estudantes (Enade)
- Exame Nacional de Revalidação de Diplomas Médicos (Revalida)
- Prova Nacional de Concurso para o Ingresso na Carreira Docente
- Certificado de Proficiência na Língua Brasileira de Sinais - Prolibras
- Certificado de Proficiência em Língua Portuguesa - Celpe-Bras

## História

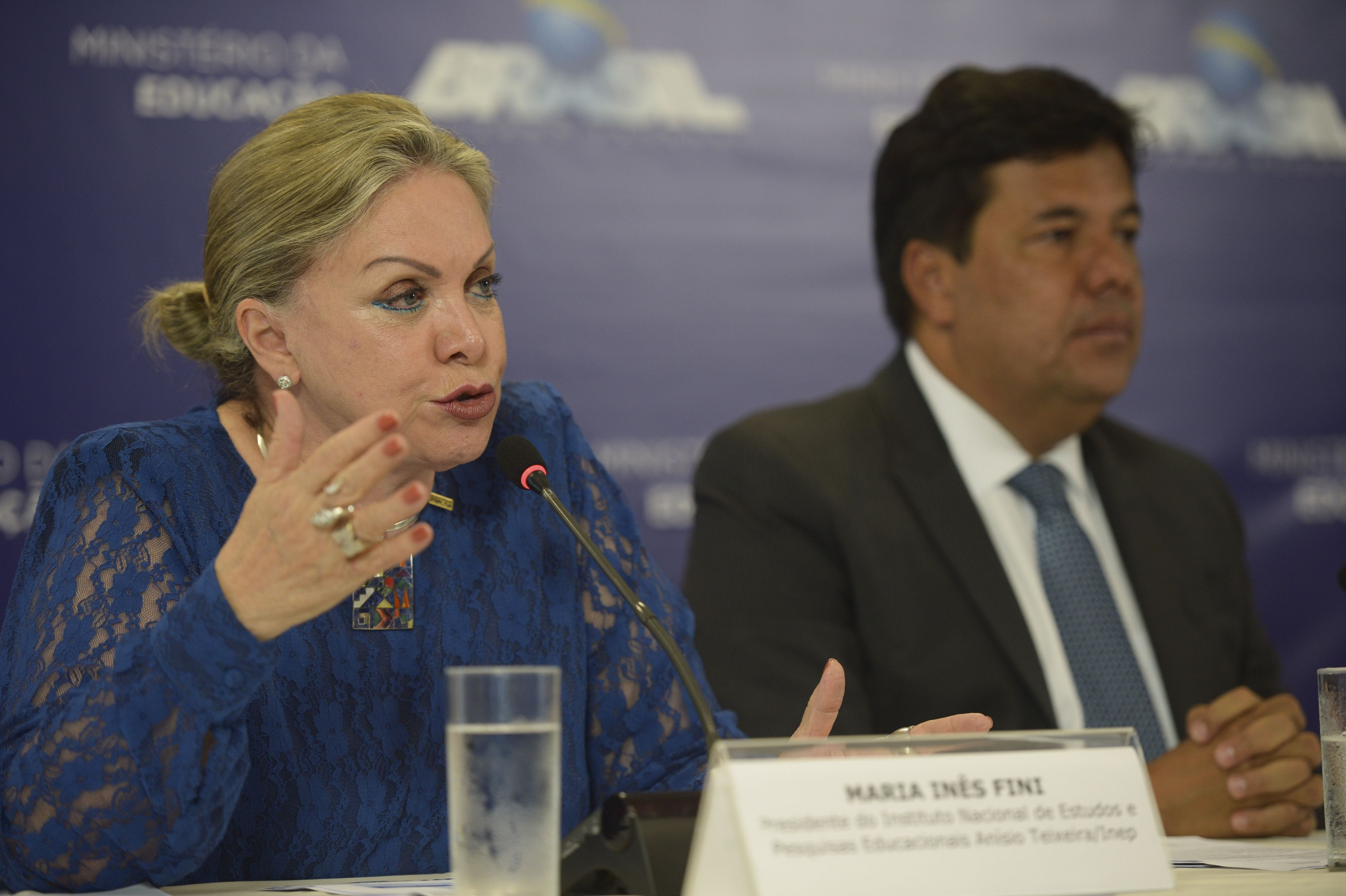
A então presidente do Inep, Maria Inês Fini, e o então ministro da Educação, Mendonça Filho, falam à imprensa sobre os resultados e a consulta pública do Exame Nacional do Ensino Médio (Enem), e divulgam as datas do Sistema de Seleção Unificada (SiSU). Foto:Marcello Casal Jr/ABr

Em 13 de janeiro de 1937, o atual Inep foi criado através da lei federal 378/1937 (art. 38) com o nome de Instituto Nacional de Pedagogia e a função de organizar documentos referentes a educação e "doutrinas e técnicas pedagógicas". É renomeado para Instituto Nacional de Estudos Pedagógicos com o Decreto-lei 580/1938. O instituto ainda prestava assistência na seleção e formação de funcionários públicos da União.
Depois da instituição e recrudescimento da ditadura militar, esse caráter técnico foi aproveitado para se desviar o foco do debate crítico sobre pedagogia. Em 1972, o instituto ganhou o nome de Instituto Nacional de Estudos e Pequisas Educacionais. A partir de então, sofreu severos cortes no orçamento e quadros de funcionários. Depois da abertura política, a extinção do órgão chegou a ser prevista pela proposta de reforma administrativa do governo Collor de Melo.

## Presidentes
| Nº | Nome                                    | Cargo         | Início                  | Fim                     | Presidente                | Ref.          |
| -- | --------------------------------------- | ------------- | ----------------------- | ----------------------- | ------------------------- | ------------- |
| 1  | Manoel Bergström Lourenço Filho         | Diretor-geral | 6 de agosto de 1938     | 29 de outubro de 1945   | Getúlio Vargas            |               |
| 1  | Manoel Bergström Lourenço Filho         | Diretor-geral | 29 de outubro de 1945   | 28 de janeiro de 1946   | José Linhares             |               |
| 2  | Murilo Braga de Carvalho                | Diretor-geral | 13 de fevereiro de 1946 | 31 de janeiro de 1951   | Eurico Gaspar Dutra       |               |
| 2  | Murilo Braga de Carvalho                | Diretor-geral | 31 de janeiro de 1951   | 28 de abril de 1952     | Getúlio Vargas            |               |
| 3  | Anísio Teixeira                         | Diretor-geral | 3 de junho de 1952      | 24 de agosto de 1954    | Getúlio Vargas            |               |
| 3  | Anísio Teixeira                         | Diretor-geral | 24 de agosto de 1954    | 8 de novembro de 1955   | Café Filho                |               |
| 3  | Anísio Teixeira                         | Diretor-geral | 8 de novembro de 1955   | 11 de novembro de 1955  | Carlos Luz                |               |
| 3  | Anísio Teixeira                         | Diretor-geral | 11 de novembro de 1955  | 31 de janeiro de 1956   | Nereu Ramos               |               |
| 3  | Anísio Teixeira                         | Diretor-geral | 31 de janeiro de 1956   | 31 de janeiro de 1961   | Juscelino Kubitschek      |               |
| 3  | Anísio Teixeira                         | Diretor-geral | 31 de janeiro de 1961   | 25 de agosto de 1961    | Jânio Quadros             |               |
| 3  | Anísio Teixeira                         | Diretor-geral | 25 de agosto de 1961    | 7 de setembro de 1961   | Ranieri Mazzilli          |               |
| 3  | Anísio Teixeira                         | Diretor-geral | 7 de setembro de 1961   | 2 de abril de 1964      | João Goulart              |               |
| 3  | Anísio Teixeira                         | Diretor-geral | 2 de abril de 1964      | 15 de abril de 1964     | Ranieri Mazzilli          |               |
| 3  | Anísio Teixeira                         | Diretor-geral | 15 de abril de 1964     | 27 de abril de 1964     | Castelo Branco            |               |
| 4  | Carlos Pasquale                         | Diretor-geral | 27 de abril de 1964     | 12 de julho de 1966     | Castelo Branco            |               |
| 5  | Carlos Corrêa Mascaro                   | Diretor-geral | 12 de julho de 1966     | 15 de março de 1967     | Castelo Branco            |               |
| 5  | Carlos Corrêa Mascaro                   | Diretor-geral | 15 de março de 1967     | 14 de abril de 1969     | Costa e Silva             |               |
| 6  | Guido Ivan Marques de Carvalho          | Diretor-geral | 11 de abril de 1969     | 31 de agosto de 1969    | Costa e Silva             |               |
| 6  | Guido Ivan Marques de Carvalho          | Diretor-geral | 31 de agosto de 1969    | 30 de outubro de 1969   | Junta militar de 1969     |               |
| 6  | Guido Ivan Marques de Carvalho          | Diretor-geral | 30 de outubro de 1969   | 18 de março de 1970     | Emílio Garrastazu Médici  |               |
| 7  | Walter de Toledo Piza                   | Diretor-geral | 18 de março de 1970     | 21 de janeiro de 1972   | Emílio Garrastazu Médici  |               |
| 8  | Ayrton de Carvalho Mattos               | Diretor-geral | 28 de janeiro de 1972   | 15 de março de 1974     | Emílio Garrastazu Médici  |               |
| 8  | Ayrton de Carvalho Mattos               | Diretor-geral | 15 de março de 1974     | 17 de fevereiro de 1976 | Ernesto Geisel            |               |
| —  | Francisco Cruz Barbosa Lopes (interino) | Diretor-geral | 17 de fevereiro de 1976 | 6 de agosto de 1976     | Ernesto Geisel            |               |
| 9  | Maria Mesquita de Siqueira              | Diretor-geral | 6 de agosto de 1976     | 15 de março de 1979     | Ernesto Geisel            |               |
| 9  | Maria Mesquita de Siqueira              | Diretor-geral | 15 de março de 1979     | 23 de março de 1979     | João Figueiredo           |               |
| 10 | Letícia Maria Santos de Faria           | Diretor-geral | 26 de março de 1979     | 13 de janeiro de 1981   | João Figueiredo           |               |
| 11 | Hélcio Ulhoa Saraiva                    | Diretor-geral | 13 de janeiro de 1981   | 13 de abril de 1983     | João Figueiredo           |               |
| 12 | Lena Castello Branco de Freitas Costa   | Diretor-geral | 13 de abril de 1983     | 15 de março de 1985     | João Figueiredo           |               |
| 12 | Lena Castello Branco de Freitas Costa   | Diretor-geral | 15 de março de 1985     | 27 de março de 1985     | José Sarney               |               |
| 13 | Vanilda Pereira Paiva                   | Diretor-geral | 27 de março de 1985     | 17 de abril de 1986     | José Sarney               |               |
| 14 | Pedro Demo                              | Diretor-geral | 28 de abril de 1986     | 8 de julho de 1987      | José Sarney               |               |
| 15 | Manuel Marcos Maciel Formiga            | Diretor-geral | 8 de julho de 1987      | 15 de março de 1990     | José Sarney               |               |
| 15 | Manuel Marcos Maciel Formiga            | Diretor-geral | 15 de março de 1990     | 27 de março de 1990     | Fernando Collor de Mello  |               |
| 16 | João Ferreira                           | Diretor-geral | 26 de junho de 1990     | 12 de novembro de 1991  | Fernando Collor de Mello  |               |
| 17 | Divonzir Arthur Gusso                   | Diretor-geral | 12 de novembro de 1991  | 29 de dezembro de 1992  | Fernando Collor de Mello  |               |
| 17 | Divonzir Arthur Gusso                   | Diretor-geral | 29 de dezembro de 1992  | 1 de janeiro de 1995    | Itamar Franco             |               |
| 17 | Divonzir Arthur Gusso                   | Diretor-geral | 1 de janeiro de 1995    | 9 de janeiro de 1995    | Fernando Henrique Cardoso |               |
| 18 | Maria Helena Guimarães de Castro        | Diretor-geral | 8 de março de 1995      | 23 de junho de 1995     | Fernando Henrique Cardoso |               |
| 19 | Og Roberto Dória                        | Diretor-geral | 16 de agosto de 1995    | 13 de março de 1996     | Fernando Henrique Cardoso |               |
| 20 | Maria Helena Guimarães de Castro        | Presidente    | 24 de fevereiro de 1997 | 22 de abril de 2002     | Fernando Henrique Cardoso |               |
| 21 | João Batista Ferreira Gomes Neto        | Presidente    | 23 de abril de 2002     | 1 de janeiro de 2003    | Fernando Henrique Cardoso |               |
| 21 | João Batista Ferreira Gomes Neto        | Presidente    | 1 de janeiro de 2003    | 15 de janeiro de 2003   | Luiz Inácio Lula da Silva |               |
| 22 | Otaviano Augusto Marcondes Helene       | Presidente    | 15 de janeiro de 2003   | 10 de julho de 2003     | Luiz Inácio Lula da Silva |               |
| 23 | Raimundo Luiz Silva Araújo              | Presidente    | 25 de julho de 2003     | 10 de fevereiro de 2004 | Luiz Inácio Lula da Silva |               |
| 24 | Eliezer Moreira Pacheco                 | Presidente    | 10 de fevereiro de 2004 | 30 de setembro de 2005  | Luiz Inácio Lula da Silva |               |
| 25 | Reynaldo Fernandes                      | Presidente    | 30 de setembro de 2005  | 21 de dezembro de 2009  | Luiz Inácio Lula da Silva |               |
| 26 | Joaquim José Soares Neto                | Presidente    | 21 de dezembro de 2009  | 1 de janeiro de 2011    | Luiz Inácio Lula da Silva |               |
| 26 | Joaquim José Soares Neto                | Presidente    | 1 de janeiro de 2011    | 17 de janeiro de 2011   | Dilma Rousseff            |               |
| 27 | Malvina Tuttman                         | Presidente    | 18 de janeiro de 2011   | 6 de fevereiro de 2012  | Dilma Rousseff            |               |
| 28 | Luiz Cláudio Costa                      | Presidente    | 7 de fevereiro de 2012  | 12 de fevereiro de 2014 | Dilma Rousseff            | [ 6 ]         |
| 29 | José Francisco "Chico" Soares           | Presidente    | 12 de fevereiro de 2014 | 15 de março de 2016     | Dilma Rousseff            |               |
| 30 | Luiz Roberto Liza Curi                  | Presidente    | 16 de março de 2016     | 25 de maio de 2016      | Dilma Rousseff            |               |
| 31 | Maria Inês Fini                         | Presidente    | 25 de maio de 2016      | 31 de agosto de 2016    | Dilma Rousseff            | [ 7 ]         |
| 31 | Maria Inês Fini                         | Presidente    | 31 de agosto de 2016    | 1 de janeiro de 2019    | Michel Temer              | [ 8 ]         |
| 31 | Maria Inês Fini                         | Presidente    | 1 de janeiro de 2019    | 14 de janeiro de 2019   | Jair Bolsonaro            | [ 8 ]         |
| 32 | Marcus Vinicius Rodrigues               | Presidente    | 22 de janeiro de 2019   | 26 de março de 2019     | Jair Bolsonaro            | [ 9 ] [ 10 ]  |
| 33 | Elmer Coelho Vicenzi                    | Presidente    | 29 de abril de 2019     | 16 de maio de 2019      | Jair Bolsonaro            | [ 11 ] [ 12 ] |
| 34 | Alexandre Lopes                         | Presidente    | 17 de maio de 2019      | 26 de fevereiro de 2021 | Jair Bolsonaro            | [ 13 ] [ 14 ] |
| 35 | Danilo Dupas Ribeiro                    | Presidente    | 26 de fevereiro de 2021 | 31 de julho de 2022     | Jair Bolsonaro            | [ 15 ] [ 16 ] |
| 35 | Carlos Eduardo Moreno Sampaio           | Presidente    | 1 de agosto de 2022     | 31 de dezembro de 2022  | Jair Bolsonaro            | [ 16 ]        |
| 36 | Manuel Palácios da Cunha e Melo         | Presidente    | 6 de janeiro de 2023    | atualmente              | Luiz Inácio Lula da Silva | [ 17 ]        |